# Włodzimierz Lengauer
Włodzimierz Lengauer (ur. 17 sierpnia 1949 w Jeleniej Górze) – polski historyk starożytności, profesor nauk humanistycznych, profesor zwyczajny w Instytucie Historycznym Uniwersytetu Warszawskiego, w latach 2005–2008 dziekan Wydziału Historycznego UW, w latach 2008–2012 prorektor Uniwersytetu Warszawskiego.

## Życiorys
Uzyskał magisterium na Uniwersytecie Warszawskim w 1971 roku, a następnie doktorat i habilitację w 1975 i 1985 roku. W 1996 roku otrzymał tytuł naukowy profesora od Prezydenta Rzeczypospolitej Polskiej. W 1999 roku objął stanowisko profesora zwyczajnego na Uniwersytecie Warszawskim, gdzie jest zatrudniony w Instytucie Historycznym od 1971 roku.
W latach 1996–2008 zajmował stanowisko kierownika Zakładu Historii Starożytnej Wydziału Historii UW, a w latach 2005–2008 był dziekanem Wydziału Historii UW. W latach 2008–2012 sprawował urząd prorektora ds. Badań Naukowych i Współpracy z Zagranicą.

W latach 1979–1981 korzystał ze stypendium Fundacji im. Aleksandra von Humboldta na Uniwersytecie w Trewirze. Uczestniczył również w innych stypendiach badawczych oraz wykładach gościnnych w Bonn, Kolonii, Konstancji, Besançon i Paryżu (École des Hautes Études en Sciences Sociales).

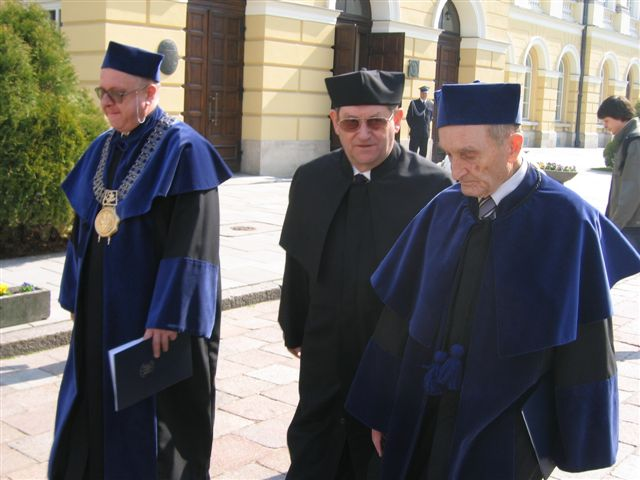
Prof. Lengauer (pierwszy z lewej) w towarzystwie prof. Normana Daviesa i prof. Henryka Samsonowicza w 2007.

Jest autorem licznych publikacji z zakresu historii starożytnej Grecji, uznanym specjalistą w badaniach nad grecką religią i kulturą, w tym  nad "Hieroi logoi" – tajnymi naukami starożytnych Greków. Należy do Polskiego Towarzystwa Filologicznego, Polskiego Towarzystwa Historycznego, Komitetu Głównego olimpiady historycznej, Komitetu Nauk o Kulturze Antycznej PAN.
Do 2012 był wiceprzewodniczącym Zarządu Krajowego Funduszu na rzecz Dzieci.
Wolnomularz, członek Wielkiej Loży Narodowej Polski.

## Uczniowie
Wypromował co najmniej sześciu doktorów. Do grona jego uczniów należą m.in. Łukasz Niesiołowski-Spanò i Aleksander Wolicki.

## Główne osiągnięcia, nagrody, odznaczenia
W 2014 otrzymał z rąk ambasadora Francji francuski Order Palm Akademickich.
W 2001 za wybitne zasługi w działalności na rzecz dzieci otrzymał Krzyż Kawalerski Orderu Odrodzenia Polski.
W 2012 roku otrzymał Nagrodę im. św. Grzegorza Peradze.

## Publikacje (wybór)
- Greek Commanders in the 5th and 4th Centuries B.C. Politics and Ideology: A Study of Militarism, Warszawa 1979
- Pojęcie równości w greckich koncepcjach politycznych. Od Homera do końca V wieku p.n.e., Warszawa 1988
- Religijność starożytnych Greków, Warszawa 1994
- Starożytna Grecja okresu archaicznego i klasycznego, Warszawa 1999
- Storia dell' antichità in URSS (1917–1956), w: Index. Quaderni camerti di studi romanistici, t. 28, 2000, s. 89–116;
- Cenzus wieku dla członków ateńskiej boule, w: Przegląd Historyczny, t. 92, 2001, s. 155–160
- Dionizos. Trzy szkice, Kraków 2020
- Eros Greków, Kraków 2023

## Życie prywatne
W 2019 roku w wywiadzie dla Polityki publicznie powiedział, że jest gejem i ateistą.